# Hans Reiter (Mediziner)
Hans Conrad Julius Reiter (* 26. Februar 1881 in Reudnitz; † 25. November 1969 in Kassel-Wilhelmshöhe) war ein deutscher Bakteriologe und Hygieniker. Reiter beschrieb 1916 ein Krankheitsbild mit Gelenkentzündung (Arthritis), Augenentzündung (Konjunktivitis/Uveitis) und Harnröhrenentzündung (Urethritis), das bis heute international als Morbus Reiter oder Reiter-Syndrom bekannt ist, und war einer der Mitentdecker des Erregers der Weil-Krankheit. Während der Zeit des Nationalsozialismus war er Präsident des Reichsgesundheitsamts und garantierte als Funktionär und überzeugter Nationalsozialismus-Propagandist die Umsetzung nationalsozialistischer Politik in der Medizin und vor allem im öffentlichen Gesundheitsdienst. Nach dem Krieg wurde Reiter inhaftiert und als Zeuge in den Nürnberger Prozessen gehört. Nach seiner krankheitsbedingten Entlassung arbeitete er bis zu seinem Ruhestand als Arzt in der Königin-Elena-Klinik in Kassel. Eine öffentliche Auseinandersetzung mit dem Nationalsozialismus erfolgte nicht.

## Leben
Hans Reiter war der Sohn des Fabrikbesitzers Richard Hermann Reiter und dessen Ehefrau Margarete. 1901 legte er an der Thomasschule zu Leipzig  sein Abitur ab und diente danach als Einjährig-Freiwilliger beim Infanterie-Regiment 106 „König Georg“; die Entlassung erfolgte als Sanitätsgefreiter. Reiter studierte Medizin in Leipzig, Breslau und Tübingen, wo er 1906 das medizinische Staatsexamen ablegte. Er gehörte seit 1901 der Landsmannschaft Cheruscia an. Reiter wurde 1906 an der Universität Leipzig mit einer Arbeit zum Thema Nephritis und Tuberkulose bei Heinrich Curschmann zum Dr. med. promoviert. Danach bildete er sich zunächst am Institut Pasteur in Paris und leistete anschließend seinen Militärdienst als Arzt beim Eisenbahn-Regiment Nr. 1 in Berlin ab. 1909 arbeitete Reiter am Londoner St Mary’s Hospital bei dem damalig führenden Immunologen Sir Almroth Edward Wright. Von 1908 bis 1911 wirkte er in Berlin im Rahmen von Tätigkeiten in verschiedenen Laboren, unter anderem als Assistent an der Berliner Lungenpoliklinik und dem pharmakologischen Institut und volontierte am Hygiene-Institut u. a. bei Carl Flügge und Bruno Heymann. Bevor Reiter 1911 eine Anstellung als Assistent am Hygienischen Institut der Universität Rostock annahm, unterhielt er für kurze Zeit ein eigenes Laboratorium zur Herstellung von Impfstoffen. 1913 übernahm er die Leitung des Medizinaluntersuchungsamtes in Königsberg. 1913 habilitierte er sich mit dem Thema Antikörperbildung in vivo und in Gewebekulturen für Bakteriologie und Hygiene in Königsberg unter Karl Kisskalt. Als Arzt und Oberarzt nahm er ab 1914 am Ersten Weltkrieg teil, zuletzt als beratender Hygieniker der deutschen Truppen der bulgarischen 1. Armee. 1918 wurde Reiter zum Titularprofessor in Berlin ernannt.
Von 1919 bis 1922 war Reiter Erster Assistent und Abteilungsleiter am Institut für Hygiene der Universität Rostock und wurde 1920 zum außerordentlichen Professor für Sozialhygiene ernannt. Zudem übernahm er von 1923 bis 1925 die stellvertretende Abteilungsleitung am Kaiser-Wilhelm-Institut für Experimentelle Therapie (KWI) das zu dieser Zeit von August von Wassermann geführt wurde und zu dessen wichtigsten Mitarbeitern Reiter gehörte. Nachdem Reiter bei der Umorganisation des KWI nicht berücksichtigt worden war, übernahm er 1926 die Stelle des Direktors des Landesgesundheitsamtes von Mecklenburg-Schwerin. Reiter hielt in der gesamten Zeit seine Lehrtätigkeit mit Vorlesungen zur Sozialhygiene aufrecht und wurde 1928 zum ordentlichen Professor ernannt; seit 1923 las er auch zunehmend über rassenhygienische Themen.
Reiter war auch zunehmend politisch aktiv, zunächst von 1920 bis 1923 als Stadtverordneter in Rostock für die DVP und saß zeitweise der DVP-Ortsgruppe in Rostock vor. Nach dem Tod Gustav Stresemanns wandte sich Reiter den Nationalsozialisten zu. Nachdem er zum 1. August 1931 in der Ortsgruppe Mecklenburg-Schwerin der NSDAP beigetreten war (Mitgliedsnummer 621.885), wurde Reiter 1932 Abgeordneter des Landtages des Freistaates Mecklenburg-Schwerin, dem er bis 1933 angehörte. Reiter gehörte zu den Unterzeichnern der Wahlaufrufe „Deutsche Hochschullehrer für Hitler“ vom November 1932 und der Erklärung von 300 Hochschullehrern für Adolf Hitler vom März 1933. Ab 1932 leitete er die NS-Führer- und Fortbildungsschule im Gau Mecklenburg-Lübeck. Reiter gehörte dem NS-Lehrerbund an, für den er als Obmann der Reichsfachschaft Hochschullehrer und Wissenschaftler fungierte, sowie dem NS-Ärztebund. Reiter setzte sich vehement für eine Durchsetzung der faschistischen Hochschulpolitik ein. Neben der finanziellen Unterstützung faschistischer Studenten betrieb er auch die Vertreibung jüdischer Wissenschaftler von den Universitäten und die Änderung der Lehrpläne nach nationalsozialistischen Vorgaben.
Nachdem der bisherige Präsident des Reichsgesundheitsamtes Carl Hamel im März 1933 seinen Rücktritt erklären musste, wurde Reiter auf Vorschlag des Reichsärzteführers Gerhard Wagner zunächst die kommissarische Leitung des Amtes angetragen. Am 1. Oktober 1933 wurde Reiter dann zum Präsidenten des Reichsgesundheitsamtes ernannt und sollte die Umsetzung nationalsozialistischer Maxime in die wichtigste deutsche Gesundheitsbehörde garantieren. Reiter erweiterte die Aufgabenbereiche des Amtes, führte das Führerprinzip in die Behörde ein und sorgte für eine sichere Umsetzung nationalsozialistischer Vorgaben. Für die Zusammenarbeit mit Parteigremien war er im „Sachverständigenbeirat für Volksgesundheit in der Reichsleitung der NSDAP und Hauptstellenleiterim Stabe Heß“ tätig. 1935 konnten die Einbindung des Robert-Koch-Institutes und der Preußischen Anstalt für Wasser-, Boden- und Lufthygiene unter das Dach des Reichsgesundheitsamtes vollzogen werden. Reiter gehörte einer Vielzahl von NS-Organisationen und Vereinigungen an, darunter z. B. dem „Sachverständigenbeirat für Bevölkerungs- und Rassenpolitik“ im Reichsinnenministerium, er war Präsident des Reichsgesundheitsrates, Leiter der Reichsarbeitsgemeinschaft für Volksernährung und war Mitglied im Reichsausschuss für Volksgesundheit. Beim Internationalen Gesundheitsamt in Paris fungierte er als Delegierter aus Deutschland und leitete das Amt nach der teilweisen Besetzung Frankreichs treuhänderisch. Ab 1934 leitete er die an der Gleichschaltung der medizinischen Organisationen wesentlich beteiligte Arbeitsgemeinschaft der wissenschaftlichen Gesellschaften und gehörte dem Führerrat des Deutschen Roten Kreuzes an. Reiter war Vorsitzender der Deutschen Gesellschaft für Hygiene und der Deutschen Gesellschaft für Sozialhygiene. Er wirkte ab 1934 zudem als Honorarprofessor für Hygiene an der Universität Berlin und hielt dort Vorlesungen zur Erb- und Rassenkunde. Seit 1935 war er Mitglied der Deutschen Akademie der Naturforscher Leopoldina und gehörte dem Vorstand der Kriminalbiologischen Gesellschaft und der Reichszentrale für Gesundheitsführung im Reichsinnenministerium an. Er wirkte mit bei der von Günther Just und Karl Heinrich Bauer ab 1935 herausgegebenen Zeitschrift für menschliche Vererbungs- und Konstitutionslehre. Reiter war Mitglied im Ärztlichen Ausschuss der Deutschen Gesellschaft für Gewerbehygiene, dem Deutschen Verein für öffentliche Gesundheitspflege, der Deutschen Gesellschaft für Hygiene sowie der Deutschen Gesellschaft für Ernährungsforschung und wurde 1942 zum außerordentlichen Mitglied des Wissenschaftlichen Senats des Heeressanitätswesens ernannt. Reiter trat am 21. Juli 1941 in die SA ein und erhielt als Ehrung der Parteigremien den Rang eines Standartenführers.
In seiner Festrede anlässlich des 60-jährigen Bestehens des Reichsgesundheitsamts 1936 sagte er unter anderem: „Jedes vorzeitige Sterben eines Menschen [vor dem 65. Lebensjahr] gestattet nicht die volle Ausnutzung seines Geburtswertes“. Ferner ist von ihm der Ausspruch überliefert, dass der Arzt „als biologischer Soldat um die Gesundheit seines Volkes“ kämpfe. Als Präsident des Reichsgesundheitsamtes vertrat er uneingeschränkt die rassenhygienische Ideologie des Nationalsozialismus. Am 18. Juni 1945 wurde Reiter von dem Beauftragten für das Gesundheitswesen des Berliner Magistrats, Otto Lentz, die Entlassung überbracht.
Nach kurzem Hausarrest wurde Reiter im August 1945 in Berlin von den Amerikanern verhaftet und befand sich von 1945 bis 1947 in amerikanischer Internierung. Während der Nürnberger Prozesse war er im Nürnberger Zellengefängnis inhaftiert. Reiter selbst – dem keine direkte Beteiligung an den Verbrechen der Nationalsozialisten nachgewiesen wurde – war nicht angeklagt, sondern wurde in Nürnberg nur als Zeuge gehört. Aufgrund seiner exponierten Stellung und Tätigkeit in verschiedensten Gremien und Organisationen hatte er zweifellos Kenntnisse über viele NS-Verbrechen. Nach seiner erneuten Heirat 1942 war Reiter mit dem Mitorganisator der Euthanasie-Tötungs-Aktion T4 und Hauptstellenleiter in der Kanzlei des Führers Richard von Hegener verschwägert. Reiter selbst war als Teilnehmer einer Konferenz zu Fleckfieberversuchen an Menschen im Dezember 1941 über die Planungen zumindest informiert, auch wenn er den Versuchen nicht zustimmte und möglicherweise hierdurch seine Position in den Jahren bis zum Kriegsende geschwächt war.
Nach der Entlassung aus der Haft gelang es Reiter über persönliche Verbindungen, 1949 als Arzt eine Anstellung in der Kasseler Königin-Elena-Klinik für Rheuma- und Parkinsonleiden zu finden. Mit Eintritt in den Ruhestand 1952 erhielt Reiter ein Ruhegeld, nachdem sein Vermögen als NS-Belasteter beschlagnahmt worden war. In den folgenden Jahren konnte Reiter – der bis 1942 über 200 wissenschaftliche Publikationen veröffentlicht hatte – wieder in bescheidenem Umfang in deutschen Zeitschriften publizieren. International konnte er mit Vorträgen zum Morbus Reiter auf Kongressen in London und Rom reüssieren. Reiter selbst äußerte sich zu seiner Rolle im Nationalsozialismus kaum und sah auch in einem Ermittlungsverfahren, das 1960 ohne Anklageerhebung endete, seine Tätigkeit von reiner Sachlichkeit und Wissenschaftlichkeit geprägt.
„Zusammenfassend kann gesagt werden, daß Reiter vor 1933 sich intensiv und erfolgreich mit Fragen der Immunitätsforschung beschäftigt hat. […] In der NS-Zeit betätigt er sich vorwiegend als politischer Propagandist, und es ist aus heutiger Sicht unverständlich, wie ein Gelehrter mit internationaler Erfahrung sich auf eine so primitive Argumentation einlassen konnte.“
Im Jahr Oktober 1915 hatten Reiter und Erich Hübener den Erreger der Weil-Krankheit identifiziert.

## Reiter-Syndrom
Im Jahr 1916 beschrieb Reiter die reaktive Arthritis als Spirochaetosis arthritica, die weiterhin auch im internationalen Sprachgebrauch als Reiter-Syndrom bekannt ist, obgleich das Krankheitsbild schon früher beschrieben wurde. Es handelt sich um eine reaktive entzündliche Systemerkrankung, die sich vor allem in der sog. Reiter-Trias aus Konjunktivitis, Urethritis und Arthritis äußert.
Aufgrund Reiters Rolle im Nationalsozialismus und der vorausgegangenen Beschreibungen des Krankheitsbildes gab es mehrfach Versuche, den Begriff des „Reiter-Syndroms“ durch den Begriff „Reaktive Arthritis“ zu ersetzen.

## Schriften (Auswahl)
- Nephritis und Tuberkulose, Dissertation, Universität Leipzig, 1906.
- Studien über Antikörper: Bildung in vivo und in Gewebskulturen. In: Zeitschrift für Immunitätsforschung und experimentelle Therapie. Bd. 18 (1913), Heft 1, S. 5–61.
- Vaccinetherapie und Vaccinediagnostik, Stuttgart 1913.
- Kommende Heilkunst, Stuttgart 1934.
- Ziele und Wege des Reichsgesundheitsamtes im Dritten Reich. Zum 60jährigen Bestehen des Reichsgesundheitsamtes, Leipzig 1936.
- Das Reichsgesundheitsamt 1933–1939. 6 Jahre nationalsozialistische Führung, Berlin 1939.
- hrsg. mit Bernhard Möllers: Carl Flügge’s Grundriß der Hygiene. Für Studierende und praktische Ärzte, Medizinal- und Verwaltungsbeamte, 11. Aufl., Berlin 1940.
- hrsg. mit Johannes Breger: Deutsches Gold. Gesundes Leben, frohes Schaffen, München 1942.